# Імпліканта
В булевій алгебрі, імпліканта - покриття одного, або декількох мінтермів в сумі добутків (або макстермів в добутку суми) булевої функції. Формально, кон'юктивний одночлен P в сумі добутків є імплікантою в булевій функції F.
Більш точно:
якщо P, то  F (таким чином P є імплікантою з F), F також приймає значення 1, якщо P дорівнює 1.
Де:
- F - булева функція з N змінних.
- P - кон'юнктивний одночлен.

Це означає, що {\displaystyle P=>F} по відношенню до природного порядку булевого простору. Наприклад, функція
{\displaystyle f(x,y,z,w)=xy+yz+w}
імплікується з {\displaystyle xy}, {\displaystyle xyz}, {\displaystyle xyzw}, {\displaystyle w} і багатьох інших, це імпліканти {\displaystyle f}.

## Проста імпліканта
Простою імплікантою функції є імпліканта, яка не може бути покрита більш загальною (більш зниженою - з меншою кількістю літералів ) імплікантою. Квайн визначив просту імпліканту з F: видалення будь-якого літералу з  P призводить до того, що вона вже не буде імплікантою F. Основні прості імпліканти є простими імплікантами, які покривають вихід функції так, що ніяка комбінація інших простих імплікант не в змозі покрити його.
Використовуючи наведений вище приклад, можна легко побачити, що в той час як {\displaystyle xy} є простою імплікантою, {\displaystyle xyz} і {\displaystyle xyzw} - ні. З останніх декількох літералів можуть бути видалені, щоб зробити імпліканту простою:
- {\displaystyle x}, {\displaystyle y} і {\displaystyle z} можуть бути видалені, поступаючись {\displaystyle w}.
- Крім того, {\displaystyle z} і {\displaystyle w} можуть бути видалені, поступаючись {\displaystyle xy}.
- Нарешті, {\displaystyle x} і {\displaystyle w} можуть бути видалені, поступаючись {\displaystyle yz}.

Процес видалення літералів з логічного терму називають розширенням терму. Розширення на один літерал подвоює кількість вхідних комбінацій, для яких терм є істинним (у двійковій булевій алгебрі). На прикладі функції вище, ми можемо розширити {\displaystyle xyz}, щоб {\displaystyle xy} або {\displaystyle yz} без зміни покриття {\displaystyle f}.
Сума всіх простих імплікант булевої функції називається повною сумою цієї функції.